# Niehl
Niehl är en stadsdel i Köln i Tyskland. Stadsdelen ligger vid Rhens västra strand, några kilometer norr om centrum. Norr om Niehl ligger motorvägen A1.